# Hell on Earth (Manowar)
Hell on Earth è il secondo video, prodotto nel 2001, della band epic metal/heavy metal Manowar.Esso è stato pubblicato sotto forma di DVD.

## Contenuti
Il DVD è suddiviso in vari capitoli:
1. Manowar
2. Karl Logan joins Manowar
3. Scott Columbus returns to Manowar
4. Courage
5. The Making of the Return of the Warlord video
6. Chicago
7. Madrid
8. South America
9. New Years Eve in Cleveland Ohio 96/97
10. Commercial Shoot
11. Midwinter Motorcycle Madness
12. The entire Hell on Wheels tour
13. The Power
14. Bull Fight
15. Carry on
16. Last Night
17. Gods of Metal I, Milan, Italy'97 / Spirit Horse
18. With Full Force 97 / King
19. Daytona / Kill with Power
20. Hail and Kill
21. Credits

Nel pacchetto è incluso anche un disco DVD bonus contenente:
- Kings of Metal - Live Festival - Essen, Germany
- Hinrich's Birthday Party
- King - Live in Recording Studio - Hamburg, Germany